# Parques nacionales de Costa Rica
Costa Rica creó en 1970 su red de parques nacionales, la cual es administrada por el SINAC desde 1994, este es un departamento del Ministerio del Ambiente y Energía encargado del mantenimiento, organización y planificación estratégica de todas las áreas protegidas del territorio.
El SINAC cuenta a su cargo 30 parques nacionales (UICN-II) y varias reservas biológicas y forestales que entran en categorías de manejo diferentes. La Cordillera de Talamanca cuenta con un gran número de estas áreas protegidas, incluyendo el Parque internacional La Amistad, que se extiende sobre esta y hasta dentro del territorio panameño, en la península de Osa se encuentra el parque nacional Corcovado, el cual, es un remanente de bosque tropical lluvioso de tierras bajas único en el mundo, por la gran cantidad de especies que viven allí.

## Biodiversidad
Las áreas protegidas de Costa Rica dan refugio a cientos de especies de mamíferos, reptiles, aves, anfibios, insectos, peces, plantas y hongos que son objeto de estudio de muchas instituciones a nivel mundial, algunas de estas especies son de gran importancia, porque debido a la destrucción de su hábitat están en peligro de extinción, como varias especies de ranas venenosas, el jaguar, el perezoso de dos dedos, serpientes como la bocaracá o la coral, y aves de gran tamaño como el águila arpía o las lapas verdes, por lo que son necesarios estrictos controles para no afectar el número de ejemplares que quedan.

## Valor ecológico-económico de las áreas protegidas
Además de tener un valor fundamental en el mantenimiento de vida sobre la tierra en todas las escalas jerárquicas, las áreas protegidas también proporcionan materia prima, alimento, agua, oportunidades recreativas y control de microclimas de forma gratuita. En Costa Rica se ha aprovechado la existencia de estas áreas protegidas para el turismo (nacional e internacional), la recreación, la educación, investigación, capacitación, la protección de cuencas gracias a la vegetación natural y para la preservación de la biodiversidad, y, junto a esta el material genético ya que el 5% de toda la diversidad biológica de la Tierra está en este país según afirmaciones.

## Canjes de deuda por naturaleza
Durante la década de los 80, diversos factores que afectaron América Central obligaron a los países de esta región a la búsqueda de préstamos para poder pagar los intereses de deudas que ya tenían pendientes hasta que estos intereses se volvieron impagables, después de esto nació la idea de comprar la deuda del tercer mundo a un valor reducido y pagarla al valor nominal verdadero, en moneda local, invirtiéndola después en proyectos de conservación.
Entre 1987 y 1989 Costa Rica convirtió parte de su deuda externa comercial en este tipo de bonos de conservación, pasando a ser el país número uno en el mundo en relación con transacciones de esta índole. Los fondos se utilizaron en el financiamiento de sus parques nacionales y áreas protegidas, el fortalecimiento de instituciones conservacionistas públicas y privadas, educación ambiental, ecoturismo, manejo sostenible de los bosques y la adquisición de tierras para la expansión de parques.
Varios parques se han visto muy beneficiados de los canjes de deuda por naturaleza, en particular Corcovado, Guanacaste, La Amistad, Braulio Carrillo, y Tortuguero, así como la reserva privada de bosque nuboso Monte Verde y el centro ecológico La Pacífica. A pesar de que estos canjes sólo han podido cubrir un 5% de la deuda externa han beneficiado enormemente a conservar la biodiversidad y a fortalecer las instituciones conservacionistas nacionales.

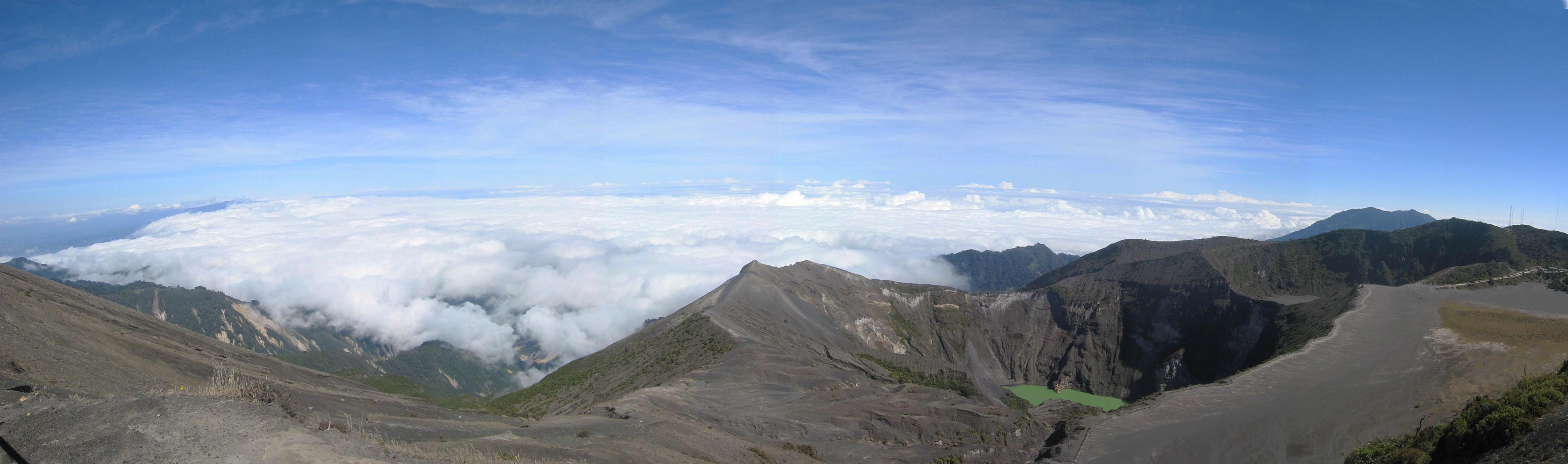
Cráter principal del volcán Irazú, parque nacional Volcán Irazú

## Lista de áreas protegidas
| Imagen | Año  | Denominación                                  | Área de Conservación                     | Provincia                               | Superficie (ha) |
| ------ | ---- | --------------------------------------------- | ---------------------------------------- | --------------------------------------- | --------------- |
|        | 1982 | Parque nacional Barbilla                      | Área de conservación La Amistad Caribe   | Cartago - Limón                         | 11.938          |
|        | 1978 | Parque nacional Barra Honda                   | Área de conservación Tempisque           | Guanacaste                              | 2.295           |
|        | 1978 | Parque nacional Braulio Carrillo              | Área de conservación Central             | Heredia - San José - Cartago - Limón    | 47.580          |
|        | 1970 | Parque nacional Cahuita                       | Área de conservación La Amistad Caribe   | Limón                                   | 23.467,9        |
|        | 1978 | Parque nacional Carara                        | Área de conservación Pacífico Central    | Puntarenas                              | 5.242           |
|        | 1975 | Parque nacional Chirripó                      | Área de conservación La Amistad Pacífico | Limón - Puntarenas - San José - Cartago | 50.849          |
|        | 1975 | Parque nacional Corcovado                     | Área de conservación Osa                 | Puntarenas                              | 42.469          |
|        | 1991 | Parque nacional Diriá                         | Área de conservación Tempisque           | Guanacaste                              | 2.800           |
|        | 1991 | Parque nacional Guanacaste                    | Área de Conservación Guanacaste          | Guanacaste                              | 35.200          |
|        | 1978 | Parque nacional Isla del Coco                 | Área de conservación Marina Cocos        | Puntarenas                              | 5.484.400       |
|        | 2020 | Parque nacional Isla San Lucas                | Área de conservación Pacífico Central    | Puntarenas                              | 449             |
|        | 1992 | Parque nacional Juan Castro Blanco            | Área de conservación Central             | Alajuela                                | 14.453          |
|        | 1990 | Parque internacional La Amistad               | Área de conservación La Amistad Pacífico | Puntarenas                              | 193.929         |
|        | 2002 | Parque nacional La Cangreja                   | Área de conservación Pacífico Central    | San José                                | 2.519           |
|        | 2006 | Parque nacional Los Quetzales                 | Área de conservación Pacífico Central    | San José - Puntarenas                   | 5.021           |
|        | 1972 | Parque nacional Manuel Antonio                | Área de conservación Pacífico Central    | Puntarenas                              | 56.983          |
|        | 1989 | Parque nacional Marino Ballena                | Área de conservación Osa                 | Puntarenas                              | 5.485           |
|        | 1991 | Parque nacional Marino Las Baulas             | Área de conservación Tempisque           | Guanacaste                              | 271.450         |
|        | 2019 | Parque nacional Miravalles-Jorge Manuel Dengo | Área de conservación Arenal Tempisque    | Alajuela - Guanacaste                   | 4.300           |
|        | 1978 | Parque nacional Palo Verde                    | Área de conservación Arenal Tempisque    | Guanacaste                              | 18.418          |
|        | 1991 | Parque nacional Piedras Blancas               | Área de conservación Osa                 | Puntarenas                              | 14.153          |
|        | 1973 | Parque nacional Rincón de la Vieja            | Área de Conservación de Guanacaste       | Alajuela - Guanacaste                   | 14.161          |
|        | 1972 | Parque nacional Santa Rosa                    | Área de Conservación de Guanacaste       | Guanacaste                              | 38.674          |
|        | 1982 | Parque nacional Tapantí                       | Área de conservación La Amistad Pacífico | Cartago                                 | 58.323          |
|        | 1975 | Parque nacional Tortuguero                    | Área de conservación Tortuguero          | Limón                                   | 83.187          |
|        | 1991 | Parque nacional Volcán Arenal                 | Área de conservación Arenal Tempisque    | Alajuela                                | 12.124          |
|        | 1955 | Parque nacional Volcán Irazú                  | Área de conservación Central             | Cartago - San José                      | 2.309           |
|        | 1971 | Parque nacional Volcán Poás                   | Área de conservación Central             | Alajuela                                | 6.750           |
|        | 1995 | Parque nacional Volcán Tenorio                | Área de conservación Arenal Tempisque    | Alajuela - Guanacaste                   | 12.872          |
|        | 1955 | Parque nacional Volcán Turrialba              | Área de conservación Central             | Cartago                                 | 1.577           |